# Colom de vol català
El colom de vol català és una raça de colom pròpia de Catalunya.

## Història
El seu origen és molt antic, es creu possible que arribessin a Catalunya mitjançant els àrabs en el segle viii. S'ha trobat en un gravat la varietat colom de la Creu. El 1613 es troba una referència indicant la gran varietat que existia d'aquests coloms.
Aquesta variació, coneguda per ser excepcional dins d'una mateixa raça amb els seus estàndards, va disminuir molt per diferents factors històrics des de la Guerra Civil espanyola, de manera que se'n va perdre una gran varietat. Ara s'intenten recuperar i s'han consolidat alguns dels dissenys més típics com són l'enter, el cap de frare, el mongí, el girat i el cap i cua entre d'altres.
Ha estat seleccionat per al vol en estol (d'aquí la seva gran capacitat d'orientació i la capacitat de fer girs harmònics sense sotregades) i el disseny del plomatge.
L'au serveix tant per al vol solitari com en grup, tot i que prefereix viure en grup, de manera que s'inclou dintre del grup de coloms de vol.

## Característiques
- És una raça petita d'entre 230 i 315 grams.
- Aparenta ser més del que és pel seu pit inflat.
- Posat esvelt.
- Color del bec depenent del del plomatge.
- Bec força fi.
- Carúncules nasals molt petites, fines i rectangulars.
- Ulls grossos.
- Iris de color blanc (de perla), excepte en alguns blancs sencers, caps de frare i cap blancs en què són de color veça.
- Ribet ocular lleugerament ample i sense prominències.
- Potes de color roig molt brillant.
- Tarsos sense cap ploma.
- Coll llarg i vertical, més ample a la part del pit que la del cap.
- Cap d'avellana: arrodonit, lleugerament quadrat però sense arestes

### Variants
És una raça coneguda per l'enorme varietat de plomatges que és capaç de tenir. Es diu que amb la combinació dels diferents colors bàsics -i n'hi ha més d'un centenar- n'hi podria haver més d'un miler de variants diferents. Qualsevol combinació és permesa mentre sigui neta, brillant i de deistribució precisa i ben delimitada.
Les varietats es divideixen en dos grans grups:

#### Blancatxos
Són animals amb el blanc de color de base amb diferents combinacions de colors i zones acolorides:
Segons color: blaus (barrat, fumat i indianat), bronze, groc, negre, roig, tabac (estrany) i sofre.
Segons zones: poden anar soles o combinar-se entre si
- ales (remeres de color)
- caps (cap de color fins al clatell i mig coll)
- colls (color només a mig coll, des del clatell fins al pit)
- cua (cua de color)
- manto (escut de colors)
- panxes (panxa de color)
- pitreres (cap, coll i mig pit de color)
- xapats (cap de color fins a l'ull i la mandíbula superior)

#### Acolorits
Aquests són de color de base amb diferents combinacions de colors i patrons:
Segons colors: tots els possibles de la raça.
Segons patrons de color: sencer, barrat, indianat, tancat...
Segons zones de color:
- enter (tot del mateix color)
- manto (escut de color diferent)
- Colldaurat
- Estornell
- Suau
- Alitenat

Segons zones blanques:
- Cap de frare (cap xapat de blanc)
- Cap blanc
- Panxa blanca
- Coliblanc
- Aliblanc
- Mongí (cap, coll, ales i cua blancs)
- Mongí girat (al revés que el mongí)